# Ischaeminae
Ischaeminae, podtribus trava u tribusu Andropogoneae. Postoji četiri priznata roda.

## Rodovi
1. Eulaliopsis Honda (2 spp.)
2. Andropterum Stapf (1 sp.)
3. Dimeria R. Br. (57 spp.)
4. Ischaemum L. (92 spp.)